# Cstl Basket Catania
Il CSTL Basket Catania è stato una squadra di pallacanestro di Catania.
Ha militato per otto stagioni in Serie A2 femminile, tra il 1987-1988 e il 1997-1998. Nel 1989-1990, diventa società satellite della Trogylos Priolo e gioca quindi alcune stagioni anche a Priolo Gargallo.

## Storia
Nel 1971 a Catania si costituisce una formazione giovanile scolastica, l'Aics dell'Istituto De Felice. La squadra viene ammessa in Serie C nel 1974 e ridenominata Basket Catania. Nel 1977 si prospetta una fusione con la Polisportiva Catania, ma il neopresidente Salvatore Lanzafame ribattezza la squadra come CSTL e decide di investire per tentare la promozione, non riuscendo però nell'intento. Dopo un periodo di difficoltà, nel 1982 il quintetto disputa lo spareggio per la Serie B contro la Liberi Sportivi Messina, perdendolo per 57-60; nella stagione successiva, il play-off contro la Velo Trapani la vede invece vincente e promossa.
All'esordio, nel 1983-1984, arriva la retrocessione. La squadra è ripescata e al secondo tentativo si salva vincendo la Poule B. Un'altra retrocessione giunge al termine della stagione 1985-1986, chiusa con appena due vittorie. Con l'arrivo di coach Riccardo Cantone sulla panchina etnea, la squadra diventa molto più competitiva e conquista la promozione in Serie A2 dopo lo spareggio contro Catanzaro.
Al primo anno, la salvezza arriva alla penultima giornata, con la vittoria sul CUS Cagliari. Tre vittorie consecutive fruttano invece la salvezza nel 1988-1989, con coach Gabriella Di Piazza in panchina. Successivamente, la società viene rilevata dalla Trogylos Priolo, che la usa come serbatoio per far crescere le sue giovani, tra cui Susanna Bonfiglio e Giovanna Granieri; per due anni di fila la Cstl Basket retrocede in Serie B, il secondo dopo essersi trasferita a Priolo Gargallo.
Negli anni seguenti, la squadra disputa la Serie B e poi per quattro anni disputa ancora l'A2, retrocedendo ma mettendo in campo tante giovani che tornano utili alla prima squadra di Priolo. Nel 1995-1996, la società torna a Catania per disputare l'A2 allenata da Salvatore Curella, che fa giocare le sue giovani del Basket Mineo. Nel 1998, la squadra non si presenta più al campionato.

## Cronistoria
| Cronistoria del Cstl Basket Catania |
| --- |
| - 1971 • fondazione dell'Aics De Felice. - 1971-1972 • 4ª in Promozione Sicilia orientale. - 1972-1973 • 5ª in Promozione Sicilia orientale. - 1973-1974 • diventa Basket Catania. Partecipa alla Promozione Sicilia orientale, ammessa in Serie C. - 1974-1975 • 8ª in Serie C Sicilia. - 1975-1976 • partecipa alla Serie C Sicilia. - 1976-1977 • 8ª in Serie C Sicilia. - 1977-1978 • diventa Centro Sportivo per il Tempo Libero Basket Catania. 3ª in Serie C Sicilia. - 1978-1979 • 7ª in Serie C Sicilia, retrocessa in Promozione. - 1979-1980 • 1ª in Promozione, promossa in Serie C. - 1980-1981 • 8ª in Serie C. - 1981-1982 • partecipa alla Serie C. - 1982-1983 • 1ª in Serie C, promossa in Serie B. - 1983-1984 • 7ª in Serie B. - 1984-1985 • 6ª in Serie B. - 1985-1986 • 12ª in Serie B. - 1986-1987 • 1ª in Serie B, promossa in Serie A2. - 1987-1988 • 11ª in Serie A2. - 1988-1989 • partecipa alla Serie A2. - 1989-1990 • 12ª in Serie A2. - 1990-1991 · 14ª nel Girone Sud di Serie A2, retrocessa in Serie B. - 1991-1992 • 8ª in Serie B. - 1992-1993 • 10ª in Serie B. - 1993-1994 • 8ª in Serie B, ammessa in Serie A2. - 1994-1995 • 10ª in Poule Salvezza di Serie A2. - 1995-1996 • 8ª in Serie A2, 8ª in Poule Salvezza. - 1996-1997 • 8ª in Serie A2, 7ª in Poule Salvezza. - 1997-1998 · 13ª nel Girone C di Serie A2, retrocessa in Serie B e non si iscrive al campionato successivo. |

## Allenatori
- 1971-1972  Matteo Floridia
- 1972-1973  Carmen Currò, poi Carmelo Viola
- 1973-1975  Carmelo Viola
- 1975-1976  Elio Alberti
- 1977-1978  Carmelo Viola
- 1978-1979  Barbagallo
- 1979-1980  Camillo Sgroi
- 1980-1981  Camillo Sgroi, poi Pippo Famoso

- 1981-1983  Pippo Famoso e Giacomo Vitale
- 1983-1986  Pippo Famoso
- 1986-1988  Riccardo Cantone
- 1988-1991  Gabriella Di Piazza
- 1991-1995  Bruno Dipietrantonio
- 1995-1996  Salvatore Curella
- 1996-1997  Furfari
- 1997-1998  Salvatore Curella, poi Incarbona